# Сейсмічність Данії
Територія Данії характеризується помірною, але не досить активною сейсмічністю.

## Загальна характеристика
Територія Данії лежить у межах однієї з найбільших відносно стійких ділянок континентальної земної кори, Східноєвропейської платформи у прогині між Скандинавією й Герцинською складчастою областю, фундамент якої глибоко занурений й вкритий значними товщами осадових порід. Тектонічні процеси, що призвели до утворення платформи в цій місцевості, все ще активні, тому спостерігаються невеликі землетруси, однак їх більшість, з епіцентрами на континентальній території Данії, фіксують лише високочутливі прилади контролю. Більшість землетрусів, відповідно (шкали інтенсивності МSK-64) - дуже слабкі та ледве відчутні (нижче 3,0 балів). Однак іноді трапляються і сильніші землетруси, з магнітудою вище 4,0 балів. Підвищений рівень сейсмічності реєструється також поблизу деяких островів на північному сході від материкової частини країни. Геологічна служба Данії та Гренландії (GEUS) фіксує неодноразові підземні поштовхи малої інтенсивності, бази даних показують значне зростання кількості землетрусів, залишаючи експертів у збентеженні стосовно причини такого раптового підйому, проте встановити природу і походження землетрусів останніх років - немає змоги.

## Землетруси у минулі століття
З 1970 року у Данії сталося принаймні 10 сильно відчутних землетрусів з магнітудою вище 4,0 балів (за шкалою Ріхтера), це дозволяє припустити, що землетруси такої потужності в цьому районі відбуваються нечасто, ймовірно, в середньому приблизно кожні 5-10 років. До переліку таких землетрусів можна віднести:
- 15 квітня 1977 року — землетрус силою 4,4 балів з гіпоцентром на глибині 33 км з епіцентром на півдні Данії;
- 20 січня 1980 року — землетрус силою 4,2 балів з епіцентром поблизу міста Крістіансанн, адміністративного центру провінції Агдер (норв. Agder);
- 1 березня 1987 року, о 06:41 (за місцевим часом) — землетрус магнітудою 4,8 балів (за шкалою Ріхтера) з епіцентром поблизу Данії в Північному морі. Це був найбільший землетрус, що стався в Данії за 100 останніх років (з 1900 року)[2].

## Землетруси XXI століття

### 2007
28 січня в Данії зафіксовано сильно відчутний (за шкалою інтенсивності МSK-64) землетрус магнітудою 4,4 балів (за шкалою Ріхтера). Епіцентр землетрусу знаходився за 90 км на захід від міста Крістіансанн.

### 2010
19 лютого в Данії зафіксовано сильно відчутний (за шкалою інтенсивності МSK-64) землетрус магнітудою 4,4 балів (за шкалою Ріхтера). Епіцентр землетрусу знаходився за 60 км на північний захід від адміністративного центру муніципалітету Лемвіг.

### 2015
21 грудня, о 10:31 (за місцевим часом), в Данії зафіксовано сильно відчутний (за шкалою інтенсивності МSK-64) землетрус магнітудою 4,0 балів (за шкалою Ріхтера). Зазначений землетрус визнано найсильнішим за попередні 10 років. Епіцентр землетрусу знаходився за 372 км на північний захід від Копенгагену. Гіпоцентр землетрусу залягав на глибині 17 км.

### 2022
На початку жовтня, біля данського острова Лесе, що на північному сході від материкової частини країни, протягом кількох днів зафіксували чотири підземні поштовхи, походження яких науковці встановити не можуть. За повідомленням Геологічної служби Данії та Гренландії (GEUS), поштовхи зафіксовано в міжнародних водах, але в межах виключної економічної зони Данії. Так, два з них сталися 4 жовтня з інтервалом у 30 с, решта – 5 жовтня, з таким же інтервалом. Сила всіх поштовхів, за оцінкою фахівців, становила від 0,7 до 0,9 бала (за шкалою Ріхтера). Відомство вважає, що це могли бути неприродні землетруси через їхню невелику силу, а через слабкість сигналу достеменно встановити їхню природу й походження — немає змоги.

### 2023
13 травня до Геологічної служби Данії та Гренландії (GEUS) від мешканців острова Борнгольм надійшли повідомлення про поштовхи, які нагадували землетрус. Згідно з даними сейсмографів, ледве відчутний (за шкалою інтенсивності МSK-64) землетрус магнітудою 2,3 балів (за шкалою Ріхтера) дійсно мав місце, але його природу й походження — не встановлено. Постраждалих — не було, однак у деяких будинках тріснули стіни.

### 2024
13 липня, о 14:14 (за місцевим часом), в Центральній Ютландії (Данія) стався ледве відчутний (за шкалою інтенсивності МSK-64) землетрус магнітудою 2,7 балів (за шкалою Ріхтера). Епіцентр землетрусу знаходився за 16,7 км від міста Віборг. Гіпоцентр землетрусу визначити не вдалося, але передбачається, що глибина його залягання була невеликою. Землетрус відчувався деякими людьми поблизу епіцентру.